# Jevhenija Duškevyč
Jevhenija Duškevyč (in ucraino Євгенія Душкевич?; Sinferopoli, 4 maggio 1979) è un'ex pallavolista ucraina, nel ruolo di centrale.

## Carriera
Jevhenija Duškevyč esordisce nel massimo campionato ucraino tra le file della Volejbol'nyj Klub Džinestra nel 1998: con la squadra ucraina resta per ben sei stagioni, vincendo quattro scudetti e tre coppe d'Ucraina.
Nella 2004 viene acquistata da Pesaro, squadra di serie A1 italiana con la quale resta per due stagioni e vince la Coppa CEV 2005-06. Nella stagione 2006-07 passa a Santeramo dove resta per altre due stagioni, prima di essere acquistate nel 2008 da Perugia, squadra in cui ha militato fino al 2010.
Dalla stagione 2010-2011 firma per la Eczacıbaşı Spor Kulübü, con il quale si aggiudica la Coppa di Turchia.
Convocata stabilmente in nazionale, non ha mai raggiunto grossi traguardi.

## Palmarès

### Club
- Campionato ucraino: 4

2000-01, 2001-02, 2002-03, 2003-04
- Coppa d'Ucraina: 3

2000-01, 2001-02, 2002-03
- Coppa di Turchia: 1

2010-11
- Coppa CEV: 1

2005-06

### Premi individuali
- 2009 - Champions League: Miglior muro